# 609고지 전투
609고지 전투(영어: Battle of Hill 609)는 제2차 세계 대전 중 1943년 4월 27일부터 5월 1일까지 튀니지 전역에서 진행된 전투다.
미국의 제2군단과 나치 독일의 아프리카 군단 사이에서 일어난 전투로서 튀니지 제벨 타헨트(Djebel Tahent)에서 일어났다. 미국군이 전투에서 승리하면서 전략적 요충지였던 609고지를 탈환했다.

## 같이 보기
- 북아프리카 전역
- 튀니지 전역